# Ahriman's Prophecy
Ahriman's Prophecy je freeware RPG računalna igra iz 2004. godine. Igra sadržava elemente iz Dragon Warriora i Final Fantasya. 

## Priča
Trinaestogodišnja miroljubiva djevojčica Talia Maurva iz malog sela poslana je da dođe staroj Avhrail da bude "imenovana". To je bio ritualni čin postavljen od strane ljudi iz Talijina sela kojim se mogla odrediti struka u odrasloj dobi. Talija se nadala da će postati travarka. Pogledala je u vodu koja se nalazila pored Avhrail i ugledala je mračnu ceremoniju koju je predvodio mladi princ iz obližnjeg kraljevstva Candar. 
On i mračni svećenik pokušali su uskrisiti mrtvog Ahrimana. Taliju je Avhrail poslala da dođe u grad Thais, koji se nalazio između gradića Devenshirea i "grada ljubavi" Candara. Devin Perry, Talijin prijatelj, koji je bio kovač, pridružio se Taliji da pođe s njom na drugu stranu kopna. Tri godine poslije, kad je Talija postala čarobnica, a Devin vitez, usnula je san u kojem je sanjala njezinog ravnatelja škole u Thaisu i višu svećenicu. Dobila je zadatak da širom kontinenta upozori druge svećenice da je Ahriman uskrsnuo. Usto je trebala otići u Dyuti Shrine da tamo nauči više o tome.

### Neki likovi

#### Talia Maurva
Talia Maurva je trinaestogodišnja miroljubiva djevojčica iz malog naselja Elden koja je tri godine poslije postala čarobnica. Majka joj je vila Nino, koja se poslije smrti njezina muža vratila u svoju šumu, u naselje vila koje se zove Faiara. Talijina najbolja prijateljica je Genna koju je Avhren imenovala krojačicom. Želja joj je bila da bude proglašena travarkom.

#### Devin Perry
Devin Perry je bio kovač, Talijin prijatelj koji je poslije postao vitez. Napustio je svoju sestru koja jedina u Eldenu nije voljela Taliju. Od Talije je stariji 1 do 3 godine.

#### Jack
Jack je dječak-lopov, star oko 13 (u plakatima grada Thaisa spominje se da ima između 14 i 18 godina), a rođen otprilike 10 godina prije Ahrimanova uskrsnuća. Jednog dana, 3. godine poslije Ahrimanova uskrsnuća, ukrao je sav novac od Talije. Pošto ga je Devin zgrabio prije nego što je Jack pobjegao, ponudio se da otključava lokote na škrinjama. Potom se priključio Taliji i Devinu.
Najvjerojatnije se rodio u siromašnoj obitelji ili je pak odveden u sirotište. Veći je dio života proveo na ulici, kradući novac za život. Veoma je slab, no posjeduje sposobnost otključavanja lokota. Ima staru prijateljicu Vel. 
Na kraju igre pojavljuje se lopov Willi koji je zamolio vješticu da zamrzne Jacka. Ponovno se pojavljuje u igri Aveyond: Ean's Quest (čija se radnja zbiva između 236. i 237. godine poslije Ahrimanova usrksnuća) kao četrnaestogodišnjak. Tad je pronađen i odmrznut nakon što je tako proveo 2 stoljeća.

#### Ostali likovi
- Vel: Jackova stara prijateljica, također lopov, zbog krađe u gradu Tar Vedronu joj je bila presuđena smrtna kazna, no spašena je
- Avhrail: stara vidovnjakinja, poslala je Taliju u Thais
- Gevolda: viša svećenica u Mysten Faru, kad se pogledala u ogledalu istine, pojavio se Lord Zorom, koji ju je našao u zemlji snova
- Ahriman: zli uskrsli demon koji će, ako ga se ne uništi do trinaestog mjeseca, biti nepobjediv
- Alicia Pendragon: princeza u Thaisu koju je oteo Lord Zorom
- Lord Zorom: brat candarskog princa Eduarda, oteo je Aliciu

## Način igre
Igrač pomiče lika strelicama ili slovima L, J, K i H na tipkovnici, a većinu drugih akcija obavlja pomoću razmaknice. Na izbornik dolazi pritiskom tipke Exit ili određenih slova na tipkovnici. U izborniku može odabrati lika kojim će upravljati, potom pregledati invetar i opremu za borbe.
Igrive likove predstavljaju Talia, Devin, Jack, Alicia, gušter Frederick i jedan od patuljaka koji nastanjuju pećinu u kraljevstvu Candar. Igrač može upravljati s najviše četiri lika, a ako želi prihvatiti nekog lika (a pritom igra s četiri lika), mora izabrati kojeg će lika otpustiti (na raspolaganju su 2, Talia ili Devin ne mogu se otpustiti). Kasnije tog lika ponovno može prihvatiti, isto tako otpuštavajući nekog drugog.

### Klase
Klase podižu brojku jačine napada, obrane, mane (manu imaju samo Talia i Devin nakon tri godine studiranja u školi magije i rata u Thaisu) i dodaju zdravstvene bodove. Postoji 75 klasa, a svaka se stječe kada se dobije određeni broj bodova ubijanjem neprijatelja. Broj bodova ovisi o jačini neprijatelja, tako da je njihov najmanji broj 2. 
Igrač počinje igru s 5 zdravstvenih bodova, te s brojkom 1 za udarac (što znači da svaki udarac oduzima po jedan HP) i 4 za obranu. Do kraja igre može imati najviše oko 995 zdravstvenih bodova za pojedinog lika (izuzetak je Jack, koji može imati najviše 921 zdravstveni bod), a mogućnost obrane i udarca ovisi o raspolažećoj opremi.

### Oprema
Oprema podiže brojku obrane i/ili udarca za pojedinog lika. 
Oprema uključuje: kacigu/šešir, mač, majicu/ogrtač/haljinu/štitnik, štit te dodatak (najčešće privjesak za sreću ili za zaštitu od vatre, otrova i sl.). Neka oprema nije dostupna za sve likove (npr. Thor je, najjači mač, dostupan samo za Devina).

## Vanjske poveznice
- Članak o AP-u na aveyond.wikia.com